# Oszkár Gerde
Oszkár Pál Gerde, pierwotnie Goldberger (ur. 8 lipca 1883 w Budapeszcie, zm. 8 października 1944 w obozie koncentracyjnym Mauthausen) – węgierski szermierz, dwukrotny złoty medalista olimpijski.
Podczas igrzysk olimpijskich w Londynie w 1908 razem z Jenő Fuchsem, Péterem Tóthem, Lajosem Werknerem i Dezső Földesem zwyciężył w szabli drużynowej. W turnieju indywidualnym odpadł w półfinałach. Na igrzyskach olimpijskich w Sztokholmie cztery lata później Węgrzy w składzie: Jenő Fuchs, Zoltán Schenker, Ervin Mészáros, Péter Tóth, László Berti, Lajos Werkner, Oszkár Gerde i Dezső Földes zdobyli kolejne złoto w szabli drużynowej. W turnieju indywidualnym tym razem wycofał się w półfinałach. 
Nie zdobył medalu mistrzostw świata.
Trzy razy był mistrzem Węgier, w 1922, 1924 i 1925 zwyciężał w drużynie.
Gerde był Żydem. Zginął w obozie koncentracyjnym Mauthausen.